# Karl-Heinz Drews

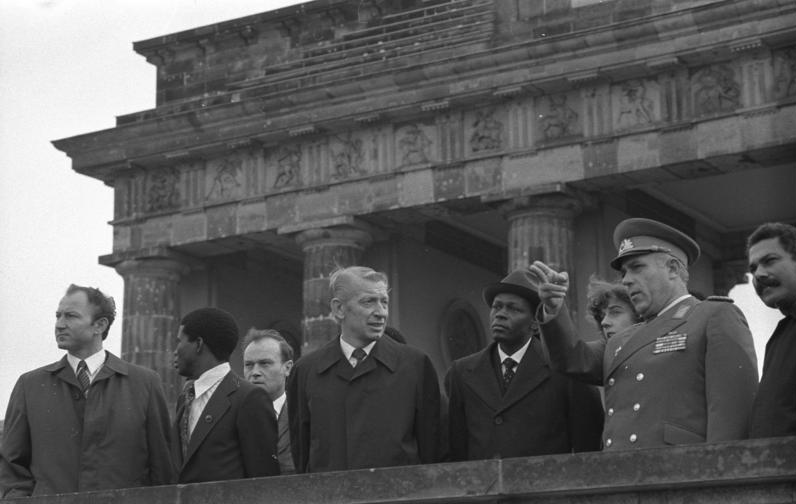
Mit einer Delegation am Brandenburger Tor, Berlin 1981

Karl-Heinz Drews (* 22. Dezember 1929 in Stettin) ist ein ehemaliger Generalleutnant der Nationalen Volksarmee und Stadtkommandant von Ost-Berlin.

## Leben
Drews wurde als Sohn eines Sattlers in Stettin geboren. Nach dem Besuch der Volks- und Mittelschule war er von 1944 bis 1945 Kradmelder im Volkssturm und in der Wehrmacht.
Nach dem Krieg war er von 1945 bis 1948 als Molkereifahrer und Landarbeiter im Kreis Osterburg tätig. 1948 trat er in die SED und als VP-Anwärter in die Deutsche Volkspolizei ein. Nach dem Besuch von Polit- und Offiziersschulen wurde er Politoffizier der Kasernierten Volkspolizei (KVP), ab 1956 der Nationalen Volksarmee. Danach bekleidete Drews bis 1967 u. a. den Posten des Leiters der Politabteilung der 4. Mot.-Schützendivision (NVA). Von 1967 bis 1975 war er Leiter der Politverwaltung des Militärbezirk V (Neubrandenburg), in dieser Zeit besuchte er auch die Generalstabsakademie der UdSSR und in dieser Funktion 1969 zum Generalmajor befördert. 
Von 1976 bis 1978 war er Militärattaché bei der Botschaft der DDR in der Sowjetunion und von September 1978 bis Dezember 1989 als Nachfolger von Generalleutnant Artur Kunath Stadtkommandant von Ost-Berlin. Von 1981 bis 1990 war er auch Stadtverordneter in Ost-Berlin. 1981 wurde er zum Generalleutnant befördert und nach Vollendung des 60. Lebensjahres im Dezember 1989 in den Ruhestand versetzt.

## Auszeichnungen
- 1970 Vaterländischer Verdienstorden in Bronze
- 1979 Kampforden „Für Verdienste um Volk und Vaterland“
- 1984 Scharnhorst-Orden
- 1986 Vaterländischer Verdienstorden in Silber